# گابریل کرونل
گابریل کرونل (انگلیسی: Gabriel Coronel؛ زادهٔ ۱۳ فوریهٔ ۱۹۸۷) بازیگر، خوانندگی اهل ونزوئلا است. وی از سال ۲۰۰۷ میلادی تاکنون مشغول فعالیت بوده است.